# Jasenice (Kroatien)
Jasenice ist eine Gemeinde in Kroatien in der Gespanschaft Zadar.

## Lage und Einwohner
Jasenice liegt etwa 40 km nordöstlich von Zadar. Die Gemeinde liegt im Hinterland des Velebit-Gebirges.
Die Gemeinde Jasenice hat 1398 Einwohner und besteht aus den zwei Orten Zaton Obrovački (126 Bewohner) und Jasenice mit 1272 Einwohnern (Volkszählung 2011), zu dem auch der Ortsteil Maslenica gehört.

## Geschichte
Auf dem Wappen der Gemeinde ist die Fee vom Velebit zu sehen, eine alte kroatische Sagengestalt.
Die Gegend um Jasenice war ein wichtiger Platz für die Winnetoufilme in den 1960er Jahren. In Jasenice wird auch über einen Winnetou-Themenpark diskutiert.
Im Kroatienkrieg 1991 war Jasenica schweren serbischen Angriffen ausgesetzt und wurde dabei erheblich zerstört.